# John Molson

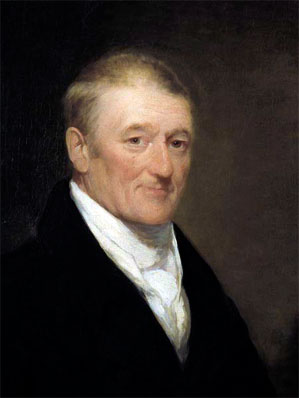
John Molson

John Molson (Moulton (Lincolnshire), 28 december 1763 - Boucherville, 11 januari 1836) was een Canadees ondernemer. Hij was een groot brouwer en zaakvoerder, hij stichtte de Molson Brewing Company.
Hij bouwde een van de eerste distilleerderijen van Canada. De eerste spoorbaan van Canada werd ook door hem aangelegd, waardoor hij de stoomkracht in de industrie van Montreal introduceerde.
Hij betaalde ook voor de bouw van het Royal Theatre in 1825 te Montreal.